# Diogo Afonso
Diogo Afonso est un navigateur portugais du XVe siècle.

## Biographie
Juge à la cour du Portugal, il est envoyé, en 1445, à la recherche de Joao Fernandes sur la côte africaine du Río de Oro, avec Antão Gonçalves et Gomes Pires (pt). En décembre et janvier 1461-1462, il visite, un des premiers, São Vicente, São Nicolau et Santo Antão au Cap-Vert.